# Robert S. Roeschlaub
Robert Sawers Roeschlaub (* 6. Juli 1843 in München; † 25. Oktober 1923 in San Diego, Kalifornien) war ein deutschstämmiger US-amerikanischer Architekt in Denver, Colorado.

## Leben

Ecklösung Riverside Gebäude, Pueblo, Colorado, um 1890

Robert Roeschlaub wurde als Sohn des königlich bayerischen Hofarztes Dr. Michael Roeschlaub (Röschlaub) in München geboren. Seine Mutter Margaretta Roeschlaub war schottischer Herkunft. 1845 wanderte die Familie in die USA aus. Sie lebte zunächst in Missouri und dann in Quincy, Illinois.
Von 1862 bis 1865 nahm Robert Roeschlaub auf der Seite der Union am Sezessionskrieg teil, diente ab August 1862 in der 84. Illinois Infanterie Kompanie E Quincy als Unteroffizier, ab Mai 1863 als Unterleutnant, ab März 1865 als Oberleutnant und schied als Hauptmann am 6. Juni 1865 aus. Er wurde 1862 in der Schlacht von Stone River und 1863 von Chickamauga verwundet.
Nach seiner Rückkehr nach Quincy heiratete Roeschlaub 1868 Anna Fisher, wurde Lehrling und Mitarbeiter des Architekten Robert Bunce, eröffnete 1873 in Denver, Colorado, das Architekturbüro Robert S. Roeschlaub und realisierte dort, u. a. zwischen 1880 und 1884 mit Alexander Cazin, zahlreiche Schulen, Universitätsgebäude, Kirchen, Wohn- und Geschäftsbauten auch im nordamerikanischen Richardsonian Romanesque Baustil. Nach Eintritt eines Sohnes nannte sich das Büro von 1903 bis 1912, dem Ausscheiden Roberts, Roeschlaub & Son. Roeschlaub war einer von drei Kuratoren der Historischen Gesellschaft Colorado (History Colorado), Mitglied im Baunormenausschuss der Stadt Denver (Denver’s building code), ab 1889 Mitglied des AIA (American Institute of Architects) und 1900 Fellow des College of Fellows des AIA. Von 1892 bis 1912 wirkte er als Präsident des AIA Colorado und führte 1909 nach Verabschiedung des Architektengesetzes (Architect’s licensing law) die Nummer 1 in der Architektenliste von Colorado. Sein Grab ist auf dem Fairmount Cemetery, Denver.

## Bauwerke

Straßenansicht Riverside Gebäude, Pueblo, Colorado, ca. 1890

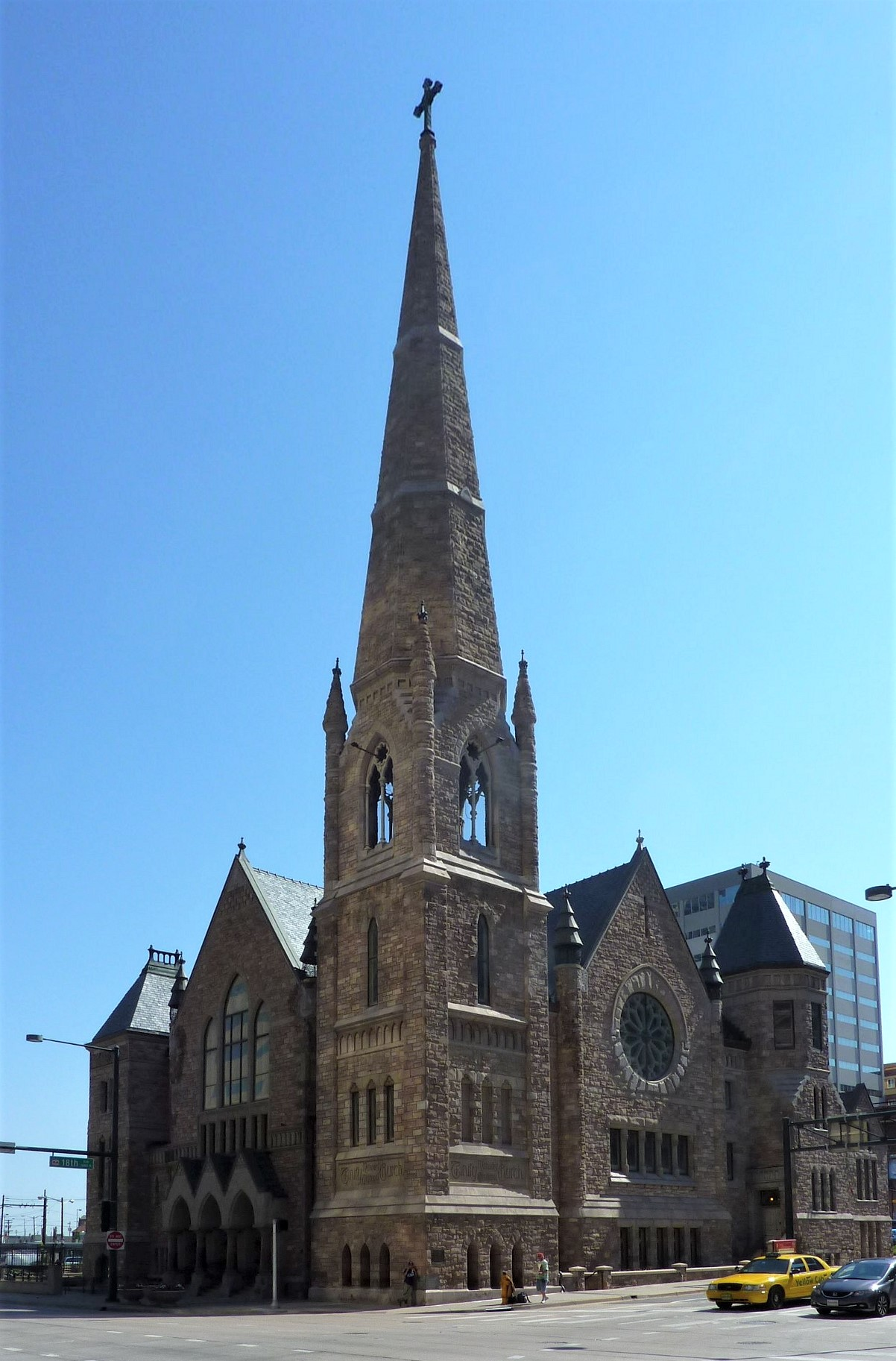
Die Trinity United Methodist Church

### Geschäftsbauten
- King Block (1879)
- Bancroft Block (1880)
- Times Building (1881)
- Union Block (1881)
- Barth Block (1881)

### Kaufhäuser
- A.T. Lewis & Son Dept. (1894; 1902)
- I.F. Williams Store (1902)
- Hover-Drug-Co.-Gebäude als herausragende Beispiele kommerzieller Architektur im Werk von Roeschlaub

### Kultur-, Bildungs- und Sakralbauten
- Central City Opera House/Opernhaus (1878)
- First Congregationalist Church/Kirche in Manitou Springs (1882)
- Trinity United Methodist Church/Kirche (1888)
- Corona School (1889)
- Chamberlin Observatory (1890), Universität Denver
- Cheyenne County Jail/Gefängnis (1894), heute ein Museum
- The Hover Mansion/Villa (1902)